# Український католицький університет
Український католицький університет (УКУ) — один з провідних[джерело?] закладів вищої освіти в Україні. Отримав державну акредитацію у Міністерстві освіти і науки України  у 2006 році. Першим ректором університету у 2002 році став о. Борис Ґудзяк. З 2013 до 2023 року заклад очолював о. д-р Богдан Прах, а у 2023 році ректором УКУ обрали Тараса Добка. Управління та контроль навчального закладу здійснюється Сенатом (уповноважений колегіальний орган управління та контролю УКУ).
Університет розташований у Львові і налічує три локації, зокрема університетське містечко біля Стрийського парку, де розташований Центр Шептицького з інноваційною бібліотекою, академічний будинок та два колегіуми, де проживають студенти.
Український католицький університет не отримує державного фінансування і здійснює свою діяльність та розвиток за рахунок меценатів, а також коштом навчальних внесків студентів.
Університет став одним із перших, хто почав розвивати культуру фандрейзингу в Україні. Тут щороку проводять благодійні заходи на підтримку студентів та вибудовують довготривалі стосунки з донорами. Завдяки цьому університет залучив до співпраці понад 20 тис. жертводавців з усього світу.
УКУ має більш ніж 140 академічних партнерів з цілого світу і займає 4 місце серед вишів України за кількістю партнерів програми міжнародного обміну «Еразмус».
Заклад вищої освіти активно розвиває свої міжнародні контакти, а з початком повномасштабної війни сформував глобальну мережу солідарності та стратегічних партнерств, аби інформувати про ситуацію в Україні, допомагати українським науковцям і студентам.
Український католицький університет визнаний одним із 30 кращих проєктів за часів Незалежності України, який спрямований на розвиток духовності, освіти та науки, а також промоції України та українства у світі.
У 2021 році УКУ став найкращим приватним навчальним закладом України (середній прохідний бал тогорічних вступників становив 189,8 і був одним з найвищих серед українських університетів).

## Передумови створення УКУ

### Передісторія
Наприкінці XVIII століття за сприяння австрійської влади було засновано Греко-католицьку генеральну семінарію у Відні (1774), яку 1783 року було перенесено до Львова. Протягом півтора століття семінаристи навчалися на філософському й богословському факультетах Львівського університету, хоча і в цьому навчальному закладі не було змоги відродити й плекати традиції київського християнства.
У XX столітті організація богословської освіти Української Греко-Католицької Церкви зазнала відчутних змін. Митрополит Андрей Шептицький вже у 1905 р. на сесії Австрійського парламенту вимагав заснувати Український університет. Лихоліття Першої світової війни і несприятливі політичні обставини того часу не дозволили швидко реалізувати цей намір. Спонукою до активізації розбудови української вищої школи в Галичині були дії польської влади. Так у 1918 р. у руслі загальної політики полонізації у Львівському університеті були закриті українські кафедри, звільнено багатьох професорів-українців, посилився тиск церковної латинізації. Таємний український університет, який став тимчасовим пристановищем для українських професорів і студентів, був насильно ліквідований у 1925 році. У цьому контексті митрополит Андрей Шептицький виступив з ініціативою створення вищої богословської школи.

### Заснування Львівської богословської академії
22 лютого 1928 року митрополит Шептицький видав декрет про заснування у Львові Греко-Католицької богословської академії, а вже 6 жовтня 1929 року відбулося її урочисте відкриття. Першим ректором призначили о. д-ра Йосифа Сліпого. Об'єднавши довкола себе провідні кола західноукраїнської інтелігенції, Академія відразу ж стала центром богословських і філософських наук. На теренах тодішньої Польщі це був єдиний вищий український навчальний заклад. За 10 років існування Академія значно розширилась: відкрили нові факультети, кафедри, професорський склад збільшили до 40 осіб, розвинули видавничу справа, сформували бібліотеку. Від самого заснування в Богословській академії намагалися проводити інкультурацію богослов'я, хоча межі для подібних ініціатив у Католицькій церкві, включно аж до II Ватиканського Собору, були доволі вузькі.

### Період 1939—1945 років
Після приходу в Галичину радянських військ у вересні 1939 року Львівську богословську академію закрили, а студентів репресували. 15 вересня 1939 року, внаслідок німецького бомбардування Львова, зруйновано академічну Церкву Святого Духа і бібліотеку. Під час німецької окупації в Академії, хоч і з невеликим професорським складом, відновилося навчання, а в 1942 році Апостольський престол навіть дозволив ЛБА створити аспірантуру. Однак з 500 студентів, які навчалися у 1941—1944 роках, лише 60 отримали дипломи. Після повторної радянської окупації Галичини, навесні 1945 року Львівська богословська академія була остаточно закрита. Значна кількість випускників та професорів навчального закладу (у тому числі багатолітній ректор, а після смерті митрополита Андрея — Глава УГКЦ митр. Йосиф Сліпий) опинилися в сибірському ГУЛАГу.
Попри це, Церква вижила в катакомбах: таємно вели свою душпастирську працю єпископи і священники, діяли монастирі, підпільно вчилися семінаристи. Професорами і духовними наставниками в цій ситуації виступали переважно колишні викладачі й випускники ЛБА.

### В еміграції
Складною була ситуація з богословською освітою для греко-католиків, які опинилися в еміграції, через відсутність власних шкіл. У 1963 році після 18 років ув'язнень і таборів до Риму приїхав глава УГКЦ Йосиф Сліпий. Один із перших його декретів, підписаний 1963 року, стосувався заснування Українського католицького університету у Римі. Трохи згодом Патріарх заснував Колегію Святої Софії. Цими діями Йосиф Сліпий продемонстрував глибоку віру в те, що Україна відродиться і що до цього майбутнього треба готуватися. Студенти УКУ та Колегії Св. Софії під духовною опікою Патріарха Йосифа думали про те, що Церква потребує свого богослов'я, свого підходу до богословствування. Вони прагнули мати свою науково-навчальну інституцію. Відтак у 70-80-х роках українські семінаристи, що навчалися у Римі, замислилися над перспективою створення українського католицького богословського факультету, почали розробляти відповідні навчальні програми, які б відповідали потребам Української Греко-Католицької Церкви. Згодом завдяки їхнім зусиллям почалося відновлення Львівської богословської академії.

### Відновлення
У 1992 році з ініціативи випускника Гарвардського університету д-ра Бориса Ґудзяка у Львові був заснований Інститут історії Церкви (ІІЦ). ІІЦ — недержавний науково-дослідний заклад, який створений для реалізації наукового проєкту «Образ сили духу: жива історія підпілля Української Греко-Католицької Церкви». В основу діяльності ІІЦ було покладено методику «живої» або «усної» історії — збирання й наукового опрацювання спогадів очевидців про насильницьку ліквідацію УГКЦ радянською владою і релігійне життя її вірних, духовенства та ієрархії в катакомбах. Саме Інститут історії Церкви став осередком праці з відродження Львівської богословської академії, згодом реорганізованої в Український католицький університет (ІІЦ досі є структурним підрозділом УКУ).
У 1992 році з благословення Глави УГКЦ Верховного Архиєпископа Мирослава Івана кардинала Любачівського була створена комісія у справі відновлення Богословської академії. У 1994 році Львівський Синод єпископів УГКЦ проголосував за відновлення ЛБА. У вересні цього ж року Академія була офіційно відкрита.
Після відкриття Академії у 1994 році, прийому студентів та перших двох років навчання, керівництво навчального закладу розпочало працю над її акредитацією. А вже в 1998 році ЛБА здобула визнання Конгрегації католицької освіти. Диплом бакалавра богослов'я, який отримали перші випускники Академії у 1999 році, визнається всіма католицькими і багатьма не католицькими навчальними закладами світу.

### Перший випуск
Влітку 1999 року у Львівській богословській академії відбулися урочистості з нагоди вручення дипломів першим двадцяти восьми випускникам. Вперше в українській вищій богословській школі науковий ступінь бакалавра здобули миряни, вперше в Україні дипломованими богословами стали жінки, вперше виданий українським богословським закладом диплом отримав міжнародне визнання.

## Сучасна історія Українського католицького університету

### Заснування УКУ
Заснування Українського католицького університету (УКУ) в Україні, що відбулося 28 червня 2002 року, вінчало собою майже столітні зусилля і прагнення Української Греко-Католицької Церкви та українських науковців створити вищий навчальний заклад, який виростав би на ґрунті християнської духовності, культури та світогляду і став би освітнім та науковим центром загального значення, а також місцем екуменічного діалогу й порозуміння в Україні.
Серед новомучеників Київської Церкви, яких проголосив блаженними під час свого перебування в Україні Папа Римський Іван Павло ІІ, колишні викладачі та студенти Львівської Греко-Католицької богословської академії, спадкоємцем якої є УКУ: о. Микола Конрад — викладач; о. Андрій Іщак — викладач; о. Роман Лиско –  випускник; о. Олексій Зарицький — випускник; вл. Микола Чарнецький — викладач; вл. Микита Будка — директор  богословських курсів, які митрополит Шептицький організував у 1940 р., при першій радянській окупації, коли радянська влада закрила Академію. Тоді ж під час свого візиту в Україну у 2001 році Папа Римський Іван Павло ІІ благословив наріжний камінь під будову університетського містечка Українського католицького університету (сучасне університетське містечко на вул. Козельницькій, 2а поруч зі Стрийським парком).

### Інавгурація
Сучасний період діяльності Українського католицького університету починається з урочистої Інавгурації. Напередодні знаменної події,  25 червня 2002 року у каплиці Львівської богословської академії на вулиці Іларіона Свєнціцького, 17 відбулося перше урочисте засідання в програмі інавгурації УКУ, на якому були представлені Ректор та Сенат УКУ.
Великий канцлер УКУ Блаженніший Любомир кардинал Гузар призначив отця д-ра Бориса Ґудзяка ректором новостворюваного університету та оголосив імена членів Сенату УКУ. Ними стали: митрополит Стефан Сорока, архиєпископ Філадельфії УГКЦ; владика Гліб Лончина, єпископ-помічник Львівської Архиєпархії УГКЦ; професор Іван Вакарчук, ректор Львівського національного університету імені Івана Франка; професор Єжи Аксер, директор Центру досліджень античної традиції Центрально-Східної Європи Варшавського Університету; о. д-р Михайло Димид, директор Інституту церковного права; професорка Наталя Яковенко, Національний університет «Києво-Могилянська академія»; професор Ярослав Грицак, директор Інституту історичних досліджень Львівського національного університету імені Івана Франка; о. д-р Богдан Прах, ректор Львівської духовної семінарії Святого Духа.
29 червня 2002 року біля Львівського національного академічного театру опери та балету імені Соломії Крушельницької відбулася урочиста інавгурація Українського католицького університету.  Учасниками величного дійства стали Блаженніший Любомир Гузар, митрополити та єпископи УГКЦ, представники єпископату та духовенства Римо-католицької та Православних церков, Надзвичайні і Повноважні Посли в Україні Рональд Смит (Великобританія), Філіп де Сюрман (Франція), Дітмар Студеманн (Німеччина), Міхаель Місс (Австрія), ректори та професори українських і закордонних вищих навчальних закладів, визначні науковці, сенатори УКУ, викладачі та студенти університету. Загалом в урочистостях взяли участь майже десять тисяч львів'ян та гостей міста.

### Розбудова Українського католицького університету
У перші роки діяльності Українського католицького університету, навчання студентів відбувалось в будівлі на вулиці Іларіона Свєнціцького, 17. Це перший і головний корпус УКУ. Однак з розвитком вишу, це приміщення було вже замалим для спільноти і виникла потреба в новому корпусі.
Відтак 17 вересня 2006 року відкрили й освятили нове приміщення Філософсько-богословського факультету УКУ, що на вулиці Хуторівка (перейменована на проспект Папи Івана Павла ІІ у 2022 році). Урочисте посвячення розпочалося Архиєрейською Божественною Літургією в церкві Львівської духовної семінарії Святого Духа, яку очолив Глава УГКЦ Блаженніший Любомир Гузар, Великий канцлер УКУ. З Верховним Архиєпископом Києво-Галицьким співслужили майже всі владики Синоду єпископів УГКЦ, які на той час працювали у Львові, та духовенство. Нині корпус Філософсько-богословського факультету УКУ разом з корпусом Львівської духовної семінарії Святого Духа та Патріаршого комплексу є частиною Духовно-освітнього центру УГКЦ.
26 серпня 2012 року у Львові урочисто відкрили Колегіум ім. Патріарха Йосипа Сліпого Українського католицького університету. Глава УГКЦ Святослав (Шевчук), владика Борис Ґудзяк у співслужінні з єпископами та священниками провели чин освячення новозбудованого Колегіуму.
Колегіум вдалося спорудити з допомогою численних друзів та жертводавців УКУ — це фонди, фундації, індивідуальні донори з України та з-за кордону, серед яких Джеймс Темертей, Ярослав Рущишин, Дмитро Фірташ, Адріан Сливоцький, Борис Вжесневський, фонд Реновабіс, фундація Антоновичів та українські кредитні спілки у Нью-Йорку та Чикаго. Унікальним є те, що зі студентами у Колегіумі живуть викладачі, куратори, адміністратори. Так, кожні 20-25 студентів мають свого куратора. Тут також проживають монахині-редемптористки. У Колегіумі УКУ розміщений Центр духовної підтримки осіб із особливими потребами «Емаус» — єдиний в структурі університетів України.
У 2013 році в УКУ відбулось урочисте відкриття Інноваційного академічного багатофункційного будинку — простору для поглиблення науки, знань, віри і спільного духовного зростання. Особливим місцем стала велика зала Трапезної.
2016 року на території кампусу відбулось освячення новозбудованої Церкви святої Софії — Премудрості Божої Українського католицького університету. Цей Храм унікальний не тільки для Львова, а й для України, адже в одній будівлі на різних ярусах діють три храми: наземний рівень — церква Софії-Премудрості Божої, на нижньому ще два: храм святого Климентія Папи Римського та церква Гробу Господнього. Під час освячення у вівтар храму заклали мощі блаженного Миколая Чарнецького.
У 2017 році, до 25-річного ювілею Українського католицького університету відкрили унікальний мультифункціональний Центр імені Митрополита Андрея Шептицького. Нині тут розміщені адміністрація закладу, аудиторії для навчання, публічний простір та бібліотека. Будівля розташована у студмістечку УКУ та є улюбленим місцем спільноти університету. Архітектор Штефан Беніш втілив задум УКУ і спроєктував сучасний простір з українською душею. Головним фундатором будівництва став канадський підприємець та меценат українського походження Джеймс Костянтин Темертей. Також кошти на проєкт залучали під час промоційних кампаній УКУ.
У 2021 році у студмістечку УКУ відкрили другий будинок Колегіуму. Нині тут проживає понад 500 студентів, викладачів  та працівників університету. Колегіум УКУ — це не лише сучасне комфортне приміщення, а ціла культура спільного проживання і виховання особистості. Тут формується спільнота університету.
2023-го року УКУ затвердив оновлену візію та стратегічну рамку діяльності.  Відповідно до Стратегії розвитку 2030[ангажоване джерело], Український католицький університет — це університет, який служить та через навчання, дослідження, служіння:
— робить сучасну християнську пропозицію людині 21 ст.
— творить сенси для України та світу
— формує лідерів для перемоги, відбудови та оновлення України
— працює над зціленням ран війни
— творить спільноту і розвивати мережу спільнот, плекаючи людяність і гідність у стосунках
— є лідером модернізації вищої освіти.

### Громадська активність: УКУ у політичних процесах України
Український католицький університет завжди був дотичним до важливих історичних подій в Україні і займав чітку громадянську позицію. Починаючи з подій Помаранчевої революції у 2004 році, спільнота УКУ активно долучилась до протестного руху на Майдані, демонстрацій у Львові. Викладачі та студенти відстоювали прагнення України стати частиною Європейської спільноти.
16 березня 2010 року УКУ першим серед закладів вищої освіти висловив вотум недовіри у зв'язку з призначенням на пост міністра освіти і науки України Дмитра Табачника. «Упродовж тривалого часу Дмитро Табачник вдається до відвертої й не раз публічно озвученої зневаги на адресу української інтелігенції та української мови й культури, розпалює ворожнечу між різними регіонами України, відстоює людиноненависницький сталінський режим, засуджений поряд з нацизмом за його злочини проти людства Парламентською асамблеєю Організації з безпеки та співробітництва в Європі, ставить під сумнів жертви, які поніс український народ в часи радянського тоталітаризму», — витяг із заяви УКУ.
Під час Революції Гідності у 2013—2014 роках Український католицький університет активно долучився до протестного руху: викладачі, працівники  та студенти УКУ були на Майдані та у живому ланцюгу єднання, а також облаштовували барикади, чинили опір силовикам та рятували поранених.
«Ми пережили неймовірне зближення людей у гідності. Гідність — це не конституційне чи юридичне поняття, і навіть не соціально-економічне. Це свята річ. Та гідність, яку ми пережили — це великий Божий дар і святість кожної людини, яку ніхто не сміє порушити», — президент УКУ владика Борис Ґудзяк.
Серед Героїв Небесної Сотні, хто поклав своє життя за гідність та свободу був 28-річний Богдан Сольчаник, історик, викладач УКУ. У 2016 році на його честь Український католицький університет заснував першу для Університету стипендію для навчання на докторській програмі УКУ (докторська стипендія імені Богдана Сольчаника щороку присвоюється найкращому аспірантові, який демонструє високі академічні результати, веде активне публічне наукове і громадське життя; перевага надається аспірантам, які застосовують у дисертаційному дослідженні міждисциплінарний підхід).
З початком повномасштабної війни 24 лютого 2022 року майже сто осіб (станом на кінець 2023 року) зі спільноти УКУ взяли до рук зброю та стали на захист Батьківщини.
Університет активно підтримує та допомагає ЗСУ у екзистенційній боротьбі з російською агресією. З перших днів повномасштабного вторгнення в УКУ організували волонтерський рух, налагодили міжнародні зв'язки та логістику, щоб забезпечувати потреби військових та людей, постраждалих від воєнних дій. За 19 місяців від початку повномасштабної військової агресії Росії, УКУ разом із жертводавцями передав на гуманітарні цілі майже 9 млн доларів. Волонтерський рух, психологічна та душпастирська підтримка, фізична реабілітація постраждалих, гуманітарні ініціативи, інформаційна боротьба — напрямки, в яких університет продовжує свою щоденну роботу в часі війни.
«Сьогодні ми живемо в борг, ціною позиченого часу, придбаного для нас нашими захисниками. Це має бути продуктивний час, коли наші першочергові завдання як академічної спільноти полягають у тому, щоб забезпечити надію, бачення майбутнього нашої країни та спроможність його реалізувати», — ректор УКУ Тарас Добко.
Нині Український католицький університет демонструє лідерство у трьох головних сферах: зцілення ран війни та оновлення/модернізація України, популяризація українського порядку денного у світі та створення християнської духовної пропозиції для людини ХХІ століття.

## Навчання

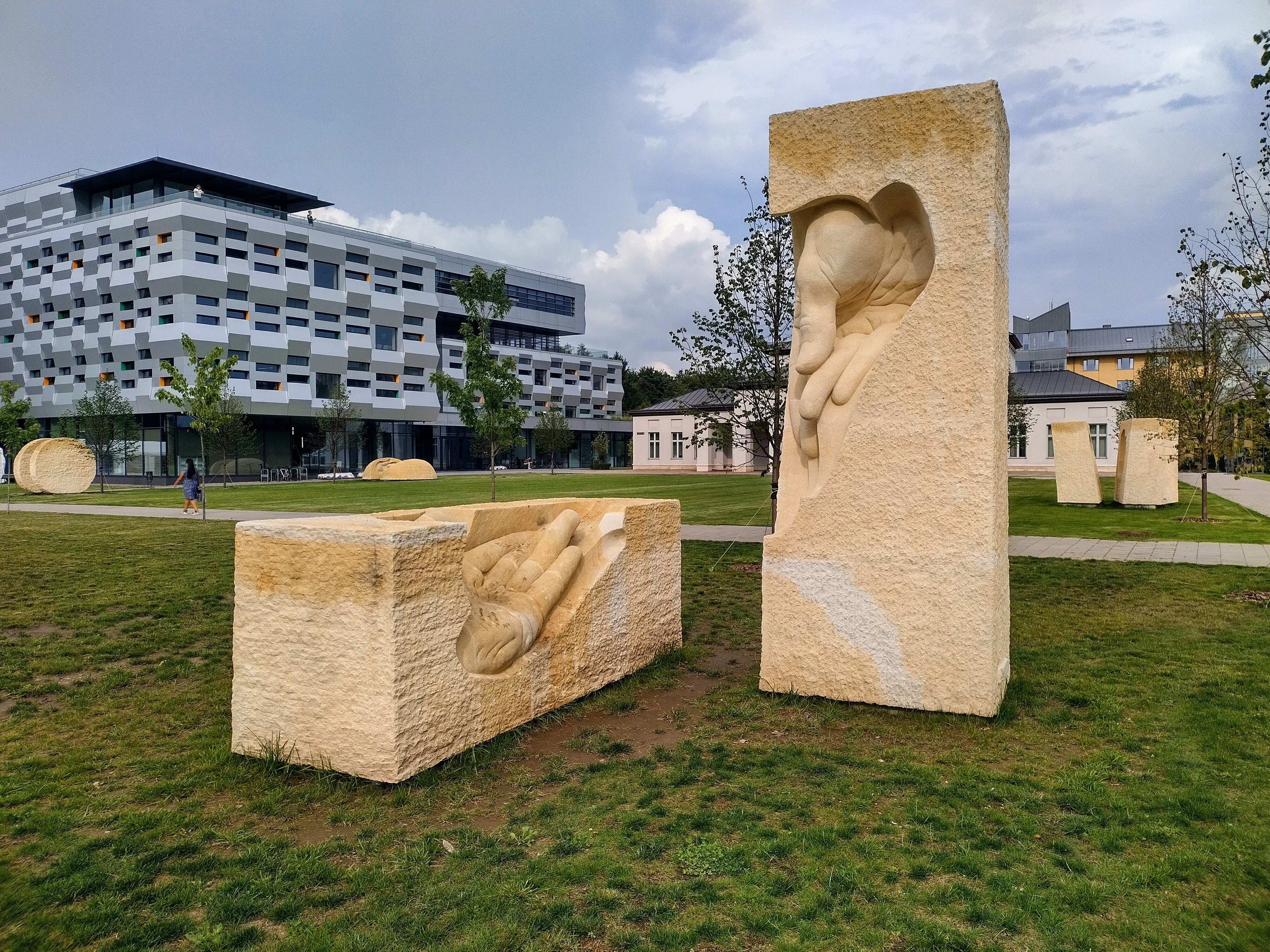
Скульптурна група на площі Софії — центральній площі кампусу УКУ.

Освітні програми університету дають можливість творчо поєднувати отримання ґрунтовних знань, навичок та досвідів з якісною професійною теоретичною підготовкою і здобуттям практичних навичок у спеціалізованих академічних ділянках. Викладання в УКУ проводиться українською мовою, а окремі дисципліни —  англійською чи іншими іноземними мовами. Сьогодні УКУ пропонує абітурієнтам  11 бакалаврських, 17 магістерських програм, 3 програми для здобуття наукового ступеня доктора філософії, а ще низку сертифікатних програм.

### Факультети Українського католицького університету
- Філософсько-богословський факультет
- Гуманітарний факультет
- Факультет наук про здоров'я
- Факультет суспільних наук
- Факультет прикладних наук
- Бізнес-школа УКУ

З 2004 року при УКУ діє Інститут екуменічних студій, що має автономний статус та провадить дослідницьку та освітню роботу у сфері міжконфесійних та міжрелігійних відносин. В структурі УКУ також працюють: Інститут психічного здоров'я, Інститут лідерства та управління, Інститут історії Церкви, Інститут релігії та суспільства, Інститут родини та подружнього життя, Іконописна школа «Радруж».

### Міжнародна співпраця
Важливим напрямом діяльності університету є активна співпраця з іноземними вишами. Найпоширенішими є програми обміну Erasmus + та FUCE, що пропонують опції навчання в Нідерландах, Литві, Чехії, Бельгії та інших країнах. У межах програми Network of Solidarity and Strategic Partnership (Мережа солідарності та стратегічного партнерства) УКУ також розпочав співпрацю з такими університетами: Нотр-Даму (США), Де Пол (США), Лапландським університетом, Університетом Леону, університетами Тайваню тощо. Загалом  є 46 Еразмус+ партнерів для академічної мобільності. Університет має більш ніж 140 освітніх партнерів з цілого світу, 89 двосторонніх угод про співпрацю. В УКУ працює 78 іноземних викладачів, 76 % викладачів Pro bono і 16 викладачів світового рівня з топ-100 університетів світу за World University Rankings 2023.
Крім того, спільнота вишу реалізовує 2 консорціумні проєкти: Еразмус+ KA2 CBHE, YOUTH.
За час роботи з 2015 року, лише по програмі Еразмус+ було організовано 133 закордонні поїздки працівників і викладачів УКУ, а 1617 студентів отримали міжнародний досвід навчання, стажування та волонтерства.
У 2022 році УКУ разом з НУ «Києво-Могилянська Академія» перші в Україні долучились до міжнародного студентського проєкту Моделі ООН (Модель ООН (MUN) — освітня рольова гра, в ході якої імітується засідання різних органів системи ООН).

### Міждисциплінарність
Навчання в УКУ не обмежується лише спеціальністю. Студенти УКУ мають можливість самостійно обирати дисципліни для додаткового вивчення, таким чином посилюючи свої міждисциплінарні навики. Крім цього, в УКУ діють курси «Світоглядного ядра», метою яких є цілісний розвиток особистості, формування в студентів ціннісного фундаменту, необхідного для побудови успішного майбутнього у будь-якій сфері. Завдання УКУ не лише дати фахові знання та навички для студентів, а й забезпечити цілісний розвиток людини. Християнські цінності, співпереживання, взаємодопомога, служіння на користь інших і громади, формування особистості з високими моральними якостями — завдання Українського католицького університету, яке міцно вплетене у загальний освітній процес вишу.

### Суспільно орієнтоване навчання
УКУ — перший університет в Україні, який на інституційному рівні почав впроваджувати освітній підхід Service Learning — «Суспільно орієнтоване навчання». Це інноваційний освітній підхід, мета якого підвищити громадську залученість студентів і викладачів, а також творити позитивні суспільні зміни у процесі навчання. Такий підхід сприяє розвитку командної роботи, лідерства, критичного мислення, інклюзивної освіти. У межах суспільно орієнтованого навчання студенти засвоюють освітні стандарти через вирішення реальних проблем у своїй громаді, що мотивує студентів до більшої залученості у життя суспільства, а громадські організації, натомість, отримують реалізований проєкт.

### Працевлаштування та розвиток кар'єри
Чимало студентів розпочинають свій професійний шлях або ж готуються до майбутнього працевлаштування ще під час навчання в університеті. Центр студентської кар'єри, що налагоджує зв'язки з працедавцями, пропонує кар'єрне консультування, шукає нові можливості професійних стажувань студентів та організовує для них навчальні курси розвитку додаткових компетенцій.

## Управління

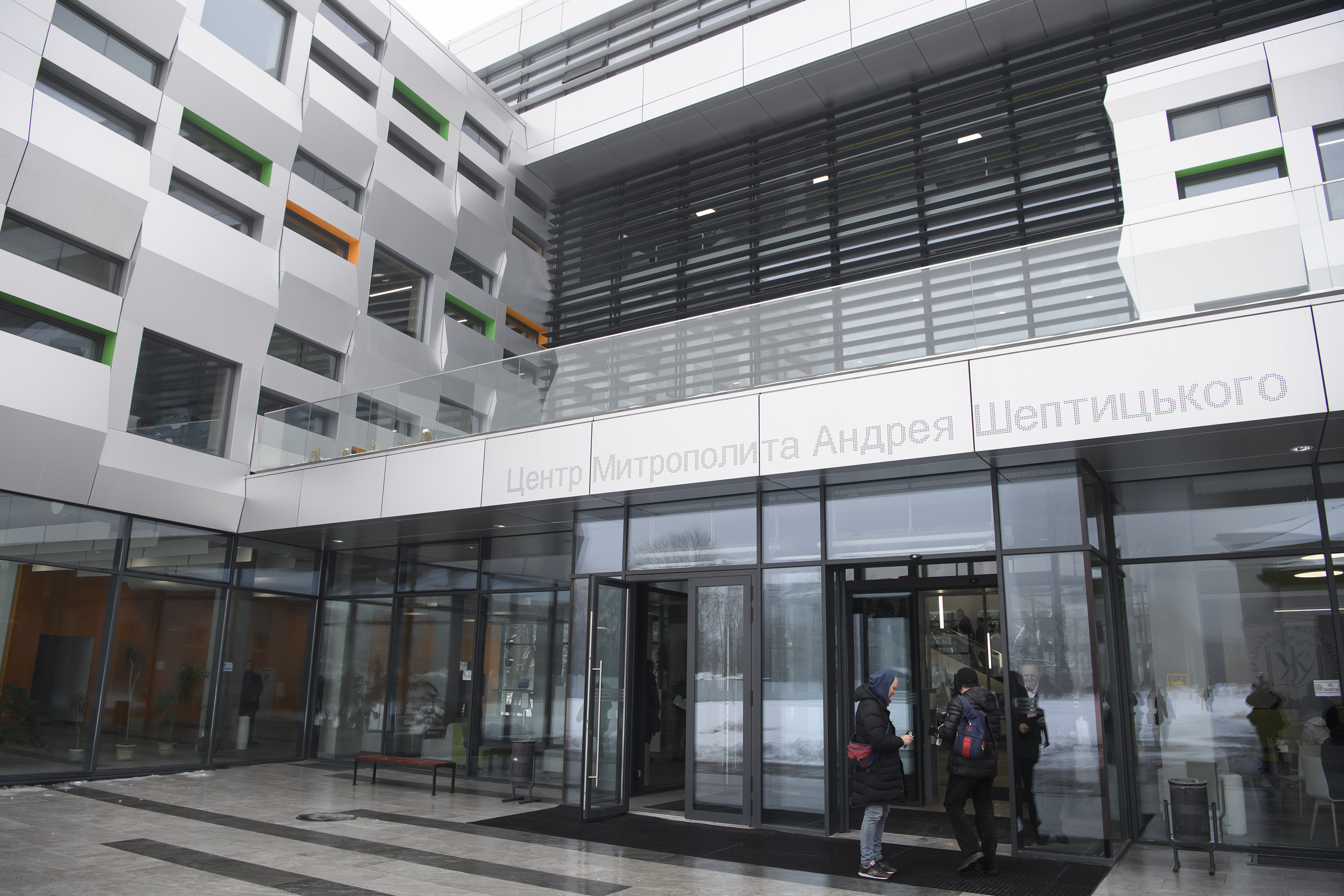
Головний вхід до Центру

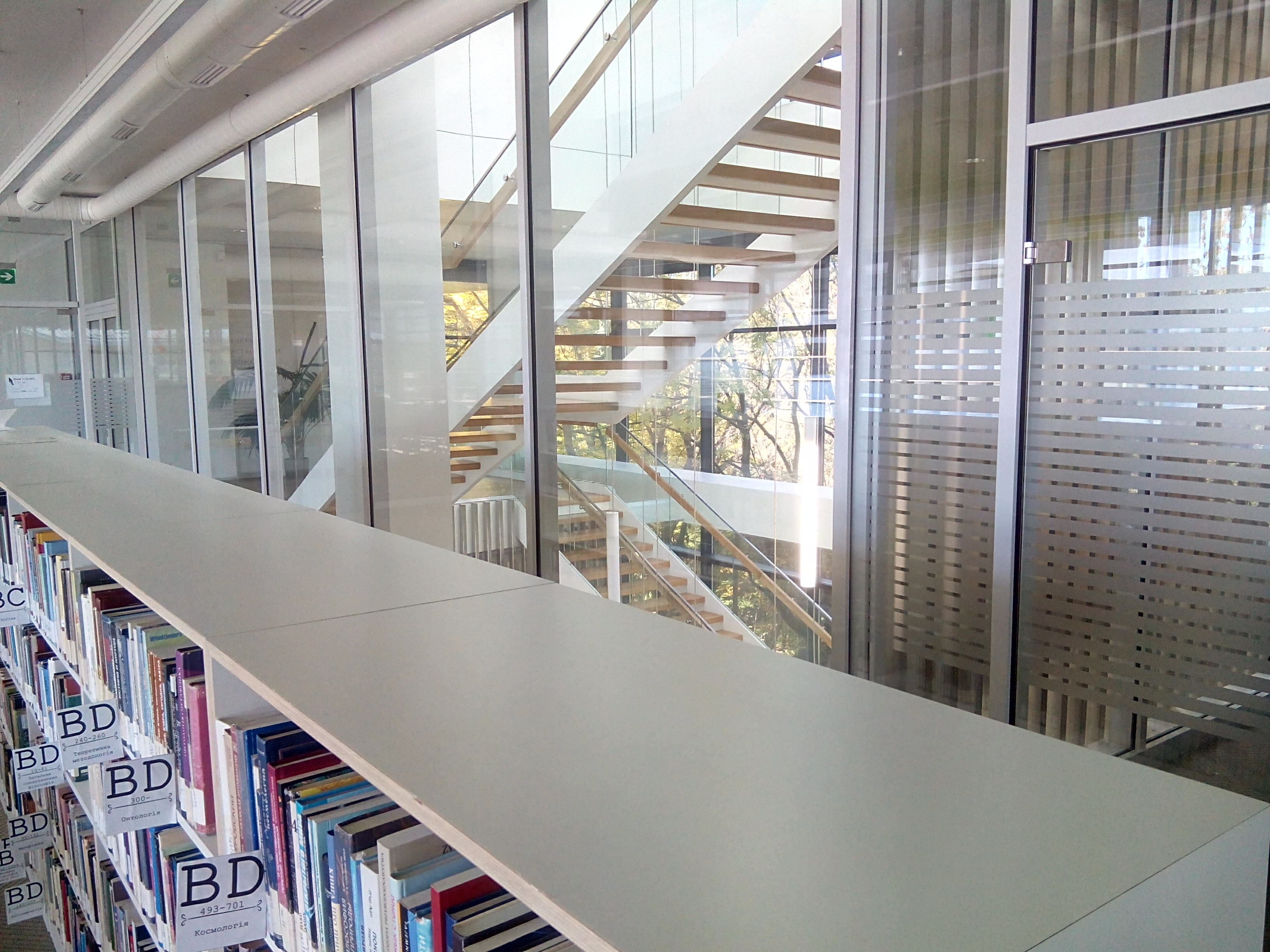
Всередині Центру

Тарас Добко — ректор УКУ. Тарас Добко — доктор філософії (PhD) Міжнародної академії філософії у князівстві Ліхтенштейн (2003 рік), член наглядової ради Інституту міста(Львів), має 25 років досвіду роботи у сфері вищої освіти. Поряд з операційним управлінням університетом, у своїй професійній діяльності займався промоцією університетської автономії, розвитком академічної культури, розбудовою систем забезпечення і покращення якості освіти, розробкою планів стратегічного розвитку університету, налагодженням культури цілісного людського розвитку студентів, викладачів і працівників. Автор чотирьох книг та більш як 60 статей наукового та науково-публіцистичного характеру в українських та міжнародних виданнях.
Отець д-р Богдан Прах — віцепрезидент УКУ. Отець Богдан Прах — священник Української греко-католицької церкви, доктор філософії, громадський діяч, провідний науковець у галузі церковної історії, засновник Благодійного фонду ім. митрополита Андрея Шептицького. Майже сорок років займається душпастирською діяльністю. Був ректором Львівської духовної семінарії святого духа, з 2013 по 2023 рік обіймав  посаду ректора Українського католицького університету. Лауреат Державної премії України в галузі архітектури, Ордену «За заслуги» ІІІ ступеня, Олександрівської премії родини Ґудзяків «Ad fontes»  та Премії фундації Антоновичів. Автор лекцій, наукових статей на християнську тематику, учасник міжнародних конференцій та форумів. Отець Богдан Прах — автор ґрунтовної історичної дослідницької праці «Духовенство Перемиської єпархії та Апостольської адміністрації Лемківщини».
Ярослав Притула — перший проректор УКУ. Ярослав Притула — доктор філософії з математичного аналізу, дослідник, декан-засновник Факультету прикладних наук Українського католицького університету та запрошений професор з кількісних методів для прийняття бізнес-рішень та економіки у Бізнес-школі УКУ.  Ярослав Притула викладав та/чи проводив дослідження в Університеті Джорджа Вашингтона, The Institute For Higher Education Policy, Університеті Джорджа Мейсона, Бамберзькому університеті та Університеті Нотр-Дам. Був науковим співробітником NPA Data (Арлінгтон, США), науковим консультантом Національного Банку Польщі з питань покращення макроекономічного моделювання та прогнозування економік Східної Європи. Займається економетричним моделюванням та прогнозуванням, фахівець з мікро- та макроекономіки. Його поточні дослідження пов'язані з кількісними методами в соціальних науках, соціально-економічним регіональним розвитком в Україні, подоланням корупції та неформальними практиками в бізнесі та вищій освіті в Україні. Автор численних публікацій з економіки у міжнародних та українських виданнях.
Мирослав Маринович — проректор з призначення та місії УКУ.  Мирослав Маринович — український громадський діяч, член-засновник правозахисної Української Гельсінської групи (1976), дисидент і політв'язень часів СРСР (1977—1987), засновник та голова амністійного руху в Україні (1991—1997), філософ, релігієзнавець, публіцист. Співзасновник та учасник численних громадських організацій, активний лектор на всеукраїнських та міжнародних заходах. З початку 90-х років провадить активну мирянську діяльність, учасник екуменічних асамблей, семінарів, форумів. Був членом Дорадчої групи при Главі УГКЦ Патріарху Любомирові кардиналу Гузарові з екуменічних питань. Також Мирослав Маринович не раз виступав як в Україні, так і на міжнародних майданчиках із доповідями й лекціями про релігійну свободу в Україні, становище релігійних меншин, проблеми державно-церковних стосунків, духовність в'язнів ГУЛАГу, мирянські та духовні проблеми сьогодення, ідентичність УГКЦ, військове капеланство, екуменізм. Автор багатьох статей, публікацій та понад 10 книг. Мирослав Маринович лауреат численних премій та відзнак, зокрема є кавалером державного ордена «За мужність» І ступеня та Ордена Свободи, лауреат ордена князя Ярослава Мудрого, а також удостоєний Кавалерського хреста державного ордена Республіки Польща «За заслуги» (за внесок в українсько-польське порозуміння). У 2022 році отримав чеську премію «Пам'яті народу».
Наталія Климовська — проректорка з розвитку та комунікацій УКУ. Наталія Климовська — впроваджувала методику роботи відділів комунікації та зв'язків з громадськістю в України. Відповідала за інформаційну складову організації святкування 400-ліття Берестейської унії. Очолювала львівське пресбюро Католицької церкви, яке висвітлювало візит Папи Римського Івана Павла ІІ до України. Майже 10 років очолювала відділ інформації та зовнішніх зв'язків, а з 2007 року — відділ розвитку УКУ. Була координаторкою розширеної фандрейзингової кампанії на розвиток УКУ у 2010 році. Нині відповідає за розвиток та фандрейзинг університету. Членкиня ради директорів Фундації Українського католицького університету у США, Львівського міського центру  соціальних послуг та реабілітації  «Джерело». Є головою Наглядової ради благодійної організації  «Центр волонтерства і захисту».
Любомир Тарновський — проректор із адміністративних та фінансових питань УКУ. Любомир Тарновський — фахівець з економічних питань, менеджменту, управління інвестиціями та бюджетування бізнесу, викладач магістерських програм та програм управлінського розвитку у Бізнес-школі УКУ (LvBS). Має широкий досвід управління фінансами університету та неприбуткових організацій.  Голова правління благодійної організації «Українська освітня платформа», член наглядової ради громадської організації «Будуємо Україну разом», реабілітаційного центру «Джерело», Центру «Емаус».
Дмитро Шеренговський — проректор із зовнішніх зв'язків та суспільного служіння УКУ. Дмитро Шеренговський — фахівець з освітньої експертизи, міжнародних відносин, менеджменту та управління. З 2014 року займався міжнародними академічними зв'язками Українського католицького університету, пізніше став проректором з академічних питань та інтернаціоналізації. Колишній консультант ПРООН Україна з розробки онлайн-навчання для бізнесу зі сталого розвитку, член Midwest Political Science Association (США), OSCE Research Network та International Studies Association. Колишній член Галузевої експертної ради 29 «Міжнародні відносини»  Національного агентства з якості вищої освіти.
Софія Опацька — проректорка зі стратегічного розвитку УКУ. Софія Опацька — експертка з міжнародних відносин та менеджменту, віцепрезидентка Ради директорів Європейської федерації католицьких університетів (FUCE), фахівчиня у галузі організаційної поведінки та організаційного розвитку, підприємництва та інновацій. Викладачка курсів із лідерства та організаційного розвитку, підприємливого мислення, інновацій, стратегій. Є засновницею та кураторкою проєкту Global Shapers у Львові, впроваджувала програми MBA і взяла участь у процесі розробки та запуску програми Presidents MBA в Україні. У 2008 році стала деканом-засновницею Львівської бізнес-школи УКУ. З 2016 року займала посаду  проректорки з науково-педагогічної роботи УКУ. Нині також є членкинею дорадчої ради Центру «Емаус», активна учасниця найбільшої міжнародної молодіжної організації в Україні AIESEC.
Олег Турій — проректор зі стратегічної співпраці УКУ. Олег Турій — історик, кандидат історичних наук, релігієзнавець. В 1994 році розпочав роботу на посаді заступника директора Інституту історії Церкви Львівської богословської академії, пізніше став директором Інституту історії Церкви  Українського католицького університету, з 2009 року — проректор з наукової роботи УКУ. Є автором  низки курсів з історії християнства, українського католицизму та міжконфесійних відносин. Автор та керівник численних українських та міжнародних проєктів з історії християнства в Україні. Брав участь у понад 20-и наукових проєктах, серед яких: Міжнародний міждисциплінарний проєкт «Aufbruch: Становище Церков Східної і Центральної Європи у посттоталітарних демократичних суспільствах», проєкти ЛБА «Берестейські читання», «Церква в житті суспільства: міжконфесійні та міжнаціональні стосунки в Галичині, 1772—1989» та інші. Був організатором та доповідачем багатьох міжнародних та українських конференцій. Автор численних наукових праць на історичну та релігійну тематику, які публікуються англійською, італійською, німецькою, польською, українською, французькою мовами. Лауреат Олександрівської премії родини Ґудзяків «Ad fontes» та нагороджений Хрестом «За заслуги перед Церквою і Папою».

## Студентство
В УКУ діє студентське самоврядування: Уряд та Рада студентів, а також майже 20 студентських організацій, кожна з яких має свій напрям діяльності (допомога військовим в Україні, волонтерство, організація спортивних подій, культурно-мистецькі заходи, подорожі, науково-популярні проєкти тощо).
В УКУ працює студентська онлайн радіостанція «Radio 412» заснована 2017 року. На радіо працюють студенти з магістерської програми медіакомунікацій УКУ, Школи журналістики УКУ, культурологи та соціологи..
Діє Шкільний Театр «На Симонових стовпах» та хор «Стрітення», студенти випускають різдвяну газету PARKOVA. Окрім того, щороку в університеті відбувається «Вифлеємська гостина» — благодійна трапеза для людей у потребі у Святвечір, до якої активно залучені студенти-волонтери.
На кампусі студенти, викладачі та працівники мають можливість проживати у Колегіумі. Тут створена і впроваджується освітньо-формаційна програма «Християнська духовність в постмодерній добі», також працює Центр «Емаус». Він створений з метою духовної підтримки осіб з особливими потребами, допомоги у соціалізації та пошуку роботу. Центр також працює зі школярами та молодіжною аудиторією по всій Україні, щоб надихнути молодь до спілкування та дружби з людьми з особливими потребами.
З початком широкомасштабного вторгнення російських військ в Україну, в УКУ створили Центр волонтерства УКУ, продовжує діяльність  «Волонтерська Сотня» — волонтерське об'єднання викладачів, працівників та студентів УКУ. За неповних 2 роки завдяки різним благодійним зборам та ініціативам, УКУ вдалось зібрати та передати допомогу на понад 9 млн доларів українським військовим та цивільним.

## Заходи
- Міжнародна науково-практична конфереція «Читання Мізеса» 26.09.2024 р. разом з Міжнародним істититутом свободи (ILI).

## Фундації та філії
- Київський центр
- Фундація УКУ в Польщі (з осередком у Вроцлаві)
- Фундація Українського католицького університету — США
- Інститут св. Климента Папи в Римі
- Український інститут у Лондоні
- Українська католицька освітня фундація — Канада
- Філія УКУ в Аргентині

## Відомі особи
- Сольчаник Богдан Зіновійович — з Небесної сотні.
- Борис (Ґудзяк)
- Мирослав Маринович
- Ярослав Грицак
- Михайло Димид